# Heinz Ludwig
Heinz Ludwig (* 28. Juli 1906 in Berlin; † 30. Mai 1970 ebenda) war ein deutscher Maler, Graphiker und Comiczeichner.
Er absolvierte eine Lehre als Bühnenbildner am Friedrich-Theater in Dessau. Im Anschluss daran studierte er an den Vereinigten Staatsschulen für freie und angewandte Kunst in Berlin-Charlottenburg.
Nach seiner Heirat 1933 zog er nach Königsberg/Ostpreußen. Dort arbeitete als Bühnenbildner und Ausstattungschef am Opernhaus. Seit 1935 war er als selbständiger Maler und Graphiker in Berlin tätig. Er arbeitete für verschiedene Zeitschriften, z. B. „Die neue Linie“, die „Lustigen Blätter“, „Velhagen und Klasings-Monatshefte“ und „Westermanns Monatshefte“. 1952 übersiedelte er von der DDR nach Westdeutschland, wo er als Pressezeichner für die Tageszeitung „Tagesspiegel“ und die Zeitschriften „Merian“, „Herren-Journal“, „Deutschland Revue“, „Hörzu“ sowie „Für Sie“ arbeitete. In den Jahren 1963–1966 zeichnete er jedes Jahr eine Mecki-Geschichte.